# Resultate der Ständeratswahlen (2007–2011)
Dieser Artikel enthält die Resultate aller für die Zusammensetzung des schweizerischen Ständerats während der 48. Legislaturperiode (Oktober 2007–Oktober 2011) massgeblichen Wahlen. Dies umfasst die zusammen mit den Nationalratswahlen vom 21. Oktober durchgeführten ordentlichen Wahlen, die Ersatzwahlen für während der Amtszeit zurückgetretene oder verstorbene Ratsmitglieder sowie die früher durchgeführten ordentlichen Wahlen in den Kantonen Zug und Appenzell Innerrhoden, deren Sieger (auch) zwischen 2007 und 2011 im Rat sassen.

## Wahlsystem
Ausführlicher hierzu: Ständerat – Wahlverfahren
Die schweizerische Bundesverfassung legt im Artikel 150 fest, dass die Wahl und Amtsdauer der Ständeräte in die Zuständigkeit der Kantone fällt.
Es gibt allerdings eine gewisse Vereinheitlichung. In allen Kantonen wird der Ständerat direkt durch das Volk gewählt: im Kanton Appenzell Innerrhoden an der Landsgemeinde, in allen anderen Kantonen an der Urne. Die Ständerate des Kantons Jura werden im Proporzverfahren (Verhältniswahlrecht) gewählt, in allen anderen Kantonen galt in der 48. Legislatur das Majorzverfahren (Mehrheitswahlrecht). Dabei gilt üblicherweise ein System mit zwei Wahlgängen: Im 1. Wahlgang muss ein Kandidat, um gewählt zu werden, das (unterschiedlich berechnete) absolute Mehr erreichen. Im 2. Wahlgang genügt das relative Mehr: Gewählt ist dann, wer am meisten Stimmen erhalten hat.
In allen Kantonen ausser Appenzell Innerrhoden und Zug fanden die Ständeratswahlen für die 48. Legislaturperiode zusammen mit den Nationalratswahlen vom 21. Oktober 2007 statt. Für die beiden Kantone Appenzell Innerrhoden und Zug werden auch die letzten Ständeratswahlen vor dem 21. Oktober 2007 aufgeführt. Dies deshalb, weil die Sieger jener Wahlen gerade wegen dieses Wahlsiegs während der 48. Legislaturperiode im Ständerat sassen.

## Kanton Aargau

### Ordentliche Wahl (21. Oktober 2007)
|  | Kandidat                    | Partei      | Stimmen | %      | Ergebnis |
|  | --------------------------- | ----------- | ------- | ------ | -------- |
|  | Christine Egerszegi-Obrist  | FDP         | 98'961  | 55,1 % | gewählt  |
|  | Maximilian Reimann (bisher) | SVP         | 92'814  | 51,7 % | gewählt  |
|  | Pascale Bruderer            | SP          | 62'780  | 34,9 % |          |
|  | Geri Müller                 | Grüne       | 31'417  | 17,5 % |          |
|  | Esther Egger                | CVP         | 23'843  | 13,3 % |          |
|  | Heiner Studer               | EVP         | 16'884  | 9,4 %  |          |
|  | Pius Lischer                | parteilos   | 6'152   | 3,4 %  |          |
|  | René Bertschinger           | Familiä     | 3'147   | 1,8 %  |          |
|  | Vereinzelte                 | Vereinzelte | 4'858   | 2,7 %  |          |

## Kanton Appenzell Ausserrhoden(1 Sitz)

### Ordentliche Wahl (21. Oktober 2007)
|  | Kandidat              | Partei      | Stimmen | %      | Ergebnis |
|  | --------------------- | ----------- | ------- | ------ | -------- |
|  | Hans Altherr (bisher) | FDP         | 10'880  | 87,7 % | gewählt  |
|  | Edgar Bischof         | SVP 1       | 332     | 2,7 %  |          |
|  | Vereinzelte           | Vereinzelte | 1'192   | 9,6 %  |          |

## Kanton Appenzell Innerrhoden(1 Sitz)

### Ordentliche Wahl 2007 (29. April 2007)
An der Landsgemeinde vom 29. April 2007 wurde Ivo Bischofberger gewählt. Er wurde unterstützt von der CVP, der Gruppe für Innerrhoden, dem Bauernverband sowie von allen Verbänden aus Oberegg.
Ivo Bischofberger besiegte Paul Wyser, dieser war kurz von der Wahl in die SVP eingetreten und wurde neben der SVP vom Gewerbe- sowie dem Handels- und Industrieverband unterstützt. Bereits früher ausgeschieden war Regierungsrat Stefan Sutter, ebenfalls CVP-Mitglied und unterstützt von der Arbeitnehmervereinigung.
Weil an der Landsgemeinde mit offenem Handmehr abgestimmt wird, können keine genauen Stimmenverhältnisse angegeben werden.
|  | Kandidat          | Partei | Ergebnis |
|  | ----------------- | ------ | -------- |
|  | Ivo Bischofberger | CVP    | gewählt  |
|  | Paul Wyser        | SVP    |          |
|  | Stefan Sutter     | CVP    |          |

### Ordentliche Wahl 2011 (1. Mai 2011)
An der Landsgemeinde vom 1. Mai 2011 wurde CVP-Ständerat Ivo Bischofberger wiedergewählt. Die SVP hatte Landammann Daniel Fässler (auch er CVP-Mitglied) vorgeschlagen. Dieser erklärte aber, er stehe nicht zur Verfügung.
Weil an der Landsgemeinde mit offenem Handmehr abgestimmt wird, können keine genauen Stimmenverhältnisse angegeben werden.
|  | Kandidat                   | Partei | Ergebnis |
|  | -------------------------- | ------ | -------- |
|  | Ivo Bischofberger (bisher) | CVP    | gewählt  |
|  | Daniel Fässler             | CVP    |          |

## Kanton Basel-Landschaft(1 Sitz)

### Ordentliche Wahl (21. Oktober 2007)
|  | Kandidat        | Partei      | Stimmen | %      | Ergebnis |
|  | --------------- | ----------- | ------- | ------ | -------- |
|  | Claude Janiak   | SP          | 47'473  | 58,5 % | gewählt  |
|  | Erich Straumann | SVP         | 28'054  | 34,6 % |          |
|  | Vereinzelte     | Vereinzelte | 5'618   | 6,9 %  |          |

## Kanton Basel-Stadt(1 Sitz)

### Ordentliche Wahl (21. Oktober 2007)
|  | Kandidat            | Partei      | Stimmen | %      | Ergebnis |
|  | ------------------- | ----------- | ------- | ------ | -------- |
|  | Anita Fetz (bisher) | SP          | 32'736  | 60,4 % | gewählt  |
|  | Andreas Albrecht    | LDP         | 17'344  | 32,0 % |          |
|  | Eric Weber          | VA          | 3'631   | 6,7 %  |          |
|  | Vereinzelte         | Vereinzelte | 460     | 0,8 %  |          |

## Kanton Bern

### Ordentliche Wahl (21. Oktober 2007)
|  | Kandidat                     | Partei | Stimmen | %      | Ergebnis |
|  | ---------------------------- | ------ | ------- | ------ | -------- |
|  | Simonetta Sommaruga (bisher) | SP     | 164'557 | 52,0 % | gewählt  |
|  | Werner Luginbühl             | SVP    | 143'347 | 45,3 % | gewählt  |
|  | Franziska Teuscher           | Grüne  | 108'597 | 34,3 % |          |
|  | Dora Andres                  | FDP    | 108'017 | 34,1 % |          |
|  | Walter Donzé                 | EVP    | 17'789  | 5,6 %  |          |
|  | Christian Waber              | EDU    | 14'374  | 4,5 %  |          |
|  | Adrian Wyss                  | SD     | 9'073   | 2,9 %  |          |

### Ersatzwahl Sommaruga, 1. Wahlgang (13. Februar 2011)
Weil Ständerätin Simonetta Sommaruga in den Bundesrat gewählt worden war, wurde eine Ersatzwahl nötig, diese fand am 13. Februar 2011 statt. Niemand der Kandidierenden erreichte das absolute Mehr von 175'612 Stimmen, daher wurde eine Stichwahl nötig.
|  | Kandidat           | Partei | Stimmen | %      | Ergebnis |
|  | ------------------ | ------ | ------- | ------ | -------- |
|  | Adrian Amstutz     | SVP    | 136'521 | 38,9 % |          |
|  | Ursula Wyss        | SP     | 117'846 | 33,6 % |          |
|  | Christa Markwalder | FDP    | 69'303  | 19,7 % |          |
|  | Marc Jost          | EVP    | 27'553  | 7,8 %  |          |

### Ersatzwahl Sommaruga, 2. Wahlgang (6. März 2011)
Weil im 1. Wahlgang vom 13. Februar niemand der Kandidierenden das absolute Mehr erreicht hatte, musste am 6. März eine Stichwahl stattfinden. Bei dieser Stichwahl galt das relative Mehr, dies bedeutet, gewählt war, wer am meisten Stimmen erreicht.
|  | Kandidat       | Partei | Stimmen | %      | Ergebnis |
|  | -------------- | ------ | ------- | ------ | -------- |
|  | Adrian Amstutz | SVP    | 163'537 | 50,6 % | gewählt  |
|  | Ursula Wyss    | SP     | 159'900 | 49,4 % |          |

## Kanton Freiburg

### Ordentliche Wahl, 1. Wahlgang (21. Oktober 2007)
Weil im 1. Wahlgang nur Urs Schwaller das absolute Mehr von 40'704 Stimmen erreichte, musste ein 2. Wahlgang angesetzt werden.
|  | Kandidat               | Partei | Stimmen | %      | Ergebnis |
|  | ---------------------- | ------ | ------- | ------ | -------- |
|  | Urs Schwaller (bisher) | CVP    | 47'202  | 58,0 % | gewählt  |
|  | Alain Berset (bisher)  | SP     | 35'068  | 43,1 % |          |
|  | Jean-Claude Cornu      | FDP    | 25'165  | 30,9 % |          |
|  | Jean-François Rime     | SVP    | 19'782  | 24,3 % |          |

### Ordentliche Wahl, 2. Wahlgang (5. November 2007)
Weil im 1. Wahlgang nur Urs Schwaller das absolute Mehr erreicht hatte, musste ein 2. Wahlgang angesetzt werden. Weil sich für diesen 2. Wahlgang aber nur Alain Berset anmeldete, wurde Berset als in stiller Wahl zum Ständerat gewählt erklärt.
|  | Kandidat              | Partei | Stimmen     | Ergebnis |
|  | --------------------- | ------ | ----------- | -------- |
|  | Alain Berset (bisher) | SP     | stille Wahl | gewählt  |

## Kanton Genf

### Ordentliche Wahl (21. Oktober 2007)
|  | Kandidat                | Partei    | Stimmen | %      | Ergebnis |
|  | ----------------------- | --------- | ------- | ------ | -------- |
|  | Liliane Maury Pasquier  | SP        | 49'057  | 47,0 % | gewählt  |
|  | Robert Cramer           | Grüne     | 45'419  | 43,5 % | gewählt  |
|  | Martine Brunschwig Graf | LPS       | 37'995  | 36,4 % |          |
|  | Jean-Pierre Jobin       | CVP       | 26'768  | 25,7 % |          |
|  | Soli Pardo              | SVP       | 22'036  | 21,1 % |          |
|  | Claude Tamborini        | parteilos | 3'006   | 2,9 %  |          |

## Kanton Glarus

### Ordentliche Wahl (21. Oktober 2007)
|  | Kandidat                 | Partei      | Stimmen | %      | Ergebnis |
|  | ------------------------ | ----------- | ------- | ------ | -------- |
|  | Fritz Schiesser (bisher) | FDP         | 6'380   | 79,4 % | gewählt  |
|  | This Jenny (bisher)      | SVP         | 6'024   | 75,0 % | gewählt  |
|  | Vereinzelte              | Vereinzelte | 1'834   | 22,8 % |          |

### Ersatzwahl Schiesser (18. Februar 2008)
Weil Ständerat Fritz Schiesser zum Präsidenten des ETH-Rats gewählt worden war, trat er auf Ende 2007 zurück. Es musste eine Ersatzwahl stattfinden.
|  | Kandidat           | Partei      | Stimmen | %      | Ergebnis |
|  | ------------------ | ----------- | ------- | ------ | -------- |
|  | Pankraz Freitag    | FDP         | 4'969   | 54,4 % | gewählt  |
|  | Werner Marti       | SP          | 2'975   | 32,6 % |          |
|  | René Brandenberger | SVP         | 1'062   | 11,6 % |          |
|  | Vereinzelte        | Vereinzelte | 128     | 1,4 %  |          |

## Kanton Graubünden

### Ordentliche Wahl (21. Oktober 2007)
|  | Kandidat                     | Partei      | Stimmen | %      | Ergebnis |
|  | ---------------------------- | ----------- | ------- | ------ | -------- |
|  | Christoffel Brändli (bisher) | SVP         | 27'923  | 63,1 % | gewählt  |
|  | Theo Maissen (bisher)        | CVP         | 21'257  | 48,1 % | gewählt  |
|  | Johannes Pfenninger          | SP          | 8'558   | 19,3 % |          |
|  | Vereinzelte                  | Vereinzelte | 5'139   | 11,6 % |          |

## Kanton Jura

### Ordentliche Wahl (21. Oktober 2007)
Im Kanton Jura wird der Ständerat nach Proporz (Verhältniswahlrecht) gewählt. Massgeblich ist also zuerst die Stimmenzahl der Partei und nur innerhalb der Partei die Stimmenzahl der einzelnen Kandidierenden.
|                            | Partei                                | Stimmen | %      | Kandidat              | Stimmen | Ergebnis |
| -------------------------- | ------------------------------------- | ------- | ------ | --------------------- | ------- | -------- |
|                            | Sozialdemokratische Partei            | 14'506  | 32,7 % | Claude Hêche          | 7'965   | gewählt  |
| Christophe Berdat          | Sozialdemokratische Partei            | 14'506  | 32,7 % | 5'907                 |         |          |
|                            | Christlichdemokratische Volkspartei   | 13'242  | 29,9 % | Anne Seydoux-Christe  | 6'322   | gewählt  |
| Madeleine Amgwerd (bisher) | Christlichdemokratische Volkspartei   | 13'242  | 29,9 % | 5'992                 |         |          |
|                            | Schweizerische Volkspartei            | 5'859   | 13,2 % | Fréderic Juillerat    | 2'869   |          |
| Olivier Alliman            | Schweizerische Volkspartei            | 5'859   | 13,2 % | 2'804                 |         |          |
|                            | Freisinnig-Demokratische Partei       | 5'382   | 12,1 % | Jean-Frédéric Gerber  | 2'968   |          |
| Pascal Haenni              | Freisinnig-Demokratische Partei       | 5'382   | 12,1 % | 2'194                 |         |          |
|                            | Unabhängige Christlich-Soziale Partei | 5'322   | 12,0 % | Pierre-Olivier Cattin | 3'079   |          |
| Pascal Prince              | Unabhängige Christlich-Soziale Partei | 5'322   | 12,0 % | 2'052                 |         |          |

## Kanton Luzern

### Ordentliche Wahl, 1. Wahlgang (21. Oktober 2007)
Weil im 1. Wahlgang nur Helen Leumann-Würsch das absolute Mehr von 61'683 Stimmen erreichte, musste ein 2. Wahlgang angesetzt werden.
|  | Kandidat                      | Partei      | Stimmen | %      | Ergebnis |
|  | ----------------------------- | ----------- | ------- | ------ | -------- |
|  | Helen Leumann-Würsch (bisher) | FDP         | 65'269  | 53,6 % | gewählt  |
|  | Konrad Graber                 | CVP         | 60'464  | 32,6 % |          |
|  | Josef Kunz                    | SVP         | 36'302  | 29,8 % |          |
|  | Prisca Birrer-Heimo           | SP          | 26'595  | 21,8 % |          |
|  | Heidi Rebsamen                | Grüne       | 23'925  | 19,6 % |          |
|  | Pirmin Müller                 | JSVP        | 8'001   | 6,6 %  |          |
|  | Vereinzelte                   | Vereinzelte | 2'770   | 2,3 %  |          |

### Ordentliche Wahl, 2. Wahlgang (25. Oktober 2007)
Weil im 1. Wahlgang nur Helen Leumann-Würsch das absolute Mehr erreicht hatte, musste ein 2. Wahlgang angesetzt werden. Weil sich für diesen 2. Wahlgang aber nur Konrad Graber anmeldete, wurde Graber am 25. Oktober als in stiller Wahl zum Ständerat gewählt erklärt.
|  | Kandidat      | Partei | Stimmen     | Ergebnis |
|  | ------------- | ------ | ----------- | -------- |
|  | Konrad Graber | CVP    | stille Wahl | gewählt  |

## Kanton Neuenburg

### Ordentliche Wahl, 1. Wahlgang (21. Oktober 2007)
Weil im 1. Wahlgang kein Kandidat das absolute Mehr von 28'854 Stimmen erreichte, musste ein 2. Wahlgang angesetzt werden.
|  | Kandidat                | Partei    | Stimmen | %      | Ergebnis |
|  | ----------------------- | --------- | ------- | ------ | -------- |
|  | Gisèle Ory (bisher)     | SP        | 17'155  | 29,8 % |          |
|  | Didier Burkhalter       | FDP       | 16'927  | 29,3 % |          |
|  | Pierre Bonhôte (bisher) | SP        | 15'366  | 26,7 % |          |
|  | Yvan Perrin             | SVP       | 15'026  | 26,0 % |          |
|  | Sylvie Perrinjaquet     | LPS       | 11'811  | 20,5 % |          |
|  | Jean-Charles Legrix     | SVP       | 10'663  | 18,5 % |          |
|  | Denis de la Reussille   | PdA       | 8'351   | 14,5 % |          |
|  | Francine John-Calame    | Grüne     | 5'008   | 8,7 %  |          |
|  | Marianne Ebel           | Sol       | 4'045   | 7,0 %  |          |
|  | Blaise Horisberger      | Grüne     | 3'642   | 6,3 %  |          |
|  | Vincent Martinez        | CVP       | 1'926   | 3,3 %  |          |
|  | Mauro Nanini            | CVP       | 1'845   | 3,2 %  |          |
|  | Lukas Jäggi             | parteilos | 341     | 0,6 %  |          |

### Ordentliche Wahl, 2. Wahlgang (11. November 2007)
Weil im 1. Wahlgang kein Kandidat das absolute Mehr erreicht hatte, fand am 11. November 2007 ein 2. Wahlgang statt. Dabei galt das relative Mehr, dies bedeutet, gewählt waren jene zwei Kandidaten, die am meisten Stimmen erreichten.
|  | Kandidat                | Partei | Stimmen | %      | Ergebnis |
|  | ----------------------- | ------ | ------- | ------ | -------- |
|  | Didier Burkhalter       | FDP    | 28'710  | 54,2 % | gewählt  |
|  | Gisèle Ory (bisher)     | SP     | 27'615  | 52,1 % | gewählt  |
|  | Pierre Bonhôte (bisher) | SP     | 24'050  | 45,4 % |          |

### Ersatzwahl Ory (12. August 2009)
Nachdem Ständerätin Ory im April 2009 in den Neuenburger Staatsrat gewählt worden war, wurde eine Ersatzwahl nötig. Für diese Ersatzwahl meldete sich nur Didier Berberat an. Berberat wurde daher als in stiller Wahl zum Ständerat gewählt erklärt.
|  | Kandidat        | Partei | Stimmen     | Ergebnis |
|  | --------------- | ------ | ----------- | -------- |
|  | Didier Berberat | SP     | stille Wahl | gewählt  |

### Ersatzwahl Burkhalter, 1. Wahlgang (17. Januar 2010)
Weil Ständerat Burkhalter im September 2009 zum Bundesrat gewählt worden war, wurde eine Ersatzwahl nötig. Weil im 1. Wahlgang kein Kandidat das absolute Mehr von 19'227 Stimmen erreichte; es musste ein 2. Wahlgang angesetzt werden.
|  | Kandidat             | Partei    | Stimmen | %      | Ergebnis |
|  | -------------------- | --------- | ------- | ------ | -------- |
|  | Raphaël Comte        | FDP       | 14'162  | 36,8 % |          |
|  | Francine John-Calame | Grüne     | 13'418  | 34,9 % |          |
|  | Pierre Hainard       | SVP       | 8'787   | 22,9 % |          |
|  | Edy Zahnd            | parteilos | 1'342   | 3,5 %  |          |
|  | Roger Favre          | parteilos | 743     | 1,9 %  |          |

### Ersatzwahl Burkhalter, 2. Wahlgang (20. Januar 2010)
Weil im 1. Wahlgang kein Kandidat das absolute Mehr erreicht hatte, wurde ein 2. Wahlgang angesetzt. Weil sich für diesen 2. Wahlgang aber nur Raphaël Comte anmeldete, wurde Comte am 20. Januar als in stiller Wahl zum Ständerat gewählt erklärt.
|  | Kandidat      | Partei | Stimmen     | Ergebnis |
|  | ------------- | ------ | ----------- | -------- |
|  | Raphaël Comte | FDP    | stille Wahl | gewählt  |

## Kanton Nidwalden(1 Sitz)

### Ordentliche Wahl (4. September 2007)
Für die Ständeratswahlen vom 21. Oktober 2007 meldete sich im Kanton Nidwalden lediglich Regierungsrat Paul Niederberger an. Niederberger wurde daraufhin am 4. September 2007 vom Regierungsrat als in stiller Wahl zum Ständerat gewählt erklärt.
|  | Kandidat          | Partei | Stimmen     | Ergebnis |
|  | ----------------- | ------ | ----------- | -------- |
|  | Paul Niederberger | CVP    | stille Wahl | gewählt  |

## Kanton Obwalden(1 Sitz)

### Ordentliche Wahl (24. September 2007)
Für die Ständeratswahlen vom 21. Oktober 2007 meldete sich im Kanton Obwalden lediglich der amtierende Ständerat Hans Hess an. Hess wurde daraufhin am 24. September 2007 vom Regierungsrat als in stiller Wahl zum Ständerat gewählt erklärt.
|  | Kandidat           | Partei | Stimmen     | Ergebnis |
|  | ------------------ | ------ | ----------- | -------- |
|  | Hans Hess (bisher) | FDP    | stille Wahl | gewählt  |

## Kanton Schaffhausen

### Ordentliche Wahl (21. Oktober 2007)
|  | Kandidat                | Partei      | Stimmen | %      | Ergebnis |
|  | ----------------------- | ----------- | ------- | ------ | -------- |
|  | Peter Briner (bisher)   | FDP         | 16'831  | 54,1 % | gewählt  |
|  | Hannes Germann (bisher) | SVP         | 16'774  | 54,0 % | gewählt  |
|  | Hans Jakob Gloor        | ÖBS         | 6'481   | 20,8 % |          |
|  | Sabine Spross           | SP          | 6'196   | 20,0 % |          |
|  | Florian Keller          | AL          | 3'279   | 10,5 % |          |
|  | Vereinzelte             | Vereinzelte | 1'655   | 5,3 %  |          |

## Kanton Schwyz

### Ordentliche Wahl (21. Oktober 2007)
|  | Kandidat               | Partei      | Stimmen | %      | Ergebnis |
|  | ---------------------- | ----------- | ------- | ------ | -------- |
|  | Alex Kuprecht (bisher) | SVP         | 22'950  | 48,6 % | gewählt  |
|  | Bruno Frick (bisher)   | CVP         | 21'647  | 45,9 % | gewählt  |
|  | Alois Kessler          | CVP         | 13'690  | 29,0 % |          |
|  | Ueli Metzger           | FDP         | 11'396  | 24,1 % |          |
|  | Patrick Nauer          | SP          | 5'006   | 10,6 % |          |
|  | Vereinzelte            | Vereinzelte | 693     | 1,5 %  |          |

## Kanton Solothurn

### Ordentliche Wahl (21. Oktober 2007)
|  | Kandidat                   | Partei | Stimmen | %      | Ergebnis |
|  | -------------------------- | ------ | ------- | ------ | -------- |
|  | Rolf Büttiker (bisher)     | FDP    | 50'433  | 64,4 % | gewählt  |
|  | Ernst Leuenberger (bisher) | SP     | 45'911  | 58,6 % | gewählt  |
|  | Annelies Peduzzi           | CVP    | 35'470  | 45,3 % |          |

### Ersatzwahl Leuenberger, 1. Wahlgang (29. November 2009)
Am 30. Juni 2009 verstarb Ständerat Ernst Leuenberger. Es musste eine Ersatzwahl stattfinden. Weil im 1. Wahlgang kein Kandidat das absolute Mehr von 42'994 Stimmen erreichte, musste ein 2. Wahlgang angesetzt werden.
|  | Kandidat        | Partei | Stimmen | %      | Ergebnis |
|  | --------------- | ------ | ------- | ------ | -------- |
|  | Roberto Zanetti | SP     | 35'033  | 42,0 % |          |
|  | Roland Fürst    | CVP    | 24'630  | 29,5 % |          |
|  | Roland Borer    | SVP    | 23'733  | 28,5 % |          |

### Ersatzwahl Leuenberger, 2. Wahlgang (24. Januar 2010)
Weil im 1. Wahlgang kein Kandidat das absolute Mehr erreicht hatte, fand am 24. Januar 2010 ein 2. Wahlgang statt. Dabei galt das relative Mehr, dies bedeutet, gewählt war der Kandidat, der am meisten Stimmen erhielt.
|  | Kandidat        | Partei | Stimmen | %      | Ergebnis |
|  | --------------- | ------ | ------- | ------ | -------- |
|  | Roberto Zanetti | SP     | 29'768  | 49,8 % | gewählt  |
|  | Roland Fürst    | CVP    | 17'259  | 28,9 % |          |
|  | Heinz Müller    | SVP    | 12'738  | 21,3 % |          |

## Kanton St. Gallen

### Ordentliche Wahl, 1. Wahlgang (21. Oktober 2007)
Weil im 1. Wahlgang kein Kandidat das absolute Mehr von 70'6644 Stimmen erreichte, musste ein 2. Wahlgang angesetzt werden.
|  | Kandidat               | Partei      | Stimmen | %      | Ergebnis |
|  | ---------------------- | ----------- | ------- | ------ | -------- |
|  | Toni Brunner           | SVP         | 61'648  | 43,6 % |          |
|  | Eugen David (bisher)   | CVP         | 59'488  | 42,1 % |          |
|  | Erika Forster (bisher) | FDP         | 55'462  | 39,2 % |          |
|  | Kathrin Hilber         | SP          | 43'278  | 30,6 % |          |
|  | Yvonne Gilli           | GPS         | 22'824  | 16,1 % |          |
|  | Thomas Meinrad Manser  | SD          | 6'280   | 4,4 %  |          |
|  | Vereinzelte            | Vereinzelte | 2'930   | 2,1 %  |          |

### Ordentliche Wahl, 2. Wahlgang (25. November 2007)
Weil im 1. Wahlgang kein Kandidat das absolute Mehr erreicht hatte, fand am 25. November 2007 ein 2. Wahlgang statt. Dabei galt das relative Mehr, dies bedeutet, gewählt waren jene zwei Kandidaten, die am meisten Stimmen erreichten.
|  | Kandidat               | Partei      | Stimmen | %      | Ergebnis |
|  | ---------------------- | ----------- | ------- | ------ | -------- |
|  | Erika Forster (bisher) | FDP         | 84'547  | 58,3 % | gewählt  |
|  | Eugen David (bisher)   | CVP         | 80'484  | 55,5 % | gewählt  |
|  | Toni Brunner           | SVP         | 68'667  | 47,4 % |          |
|  | Thomas Meinrad Manser  | SD          | 7'940   | 5,5 %  |          |
|  | Vereinzelte            | Vereinzelte | 949     | 0,7 %  |          |

## Kanton Tessin

### Ordentliche Wahl, 1. Wahlgang (21. Oktober 2007)
Weil im 1. Wahlgang kein Kandidat das absolute Mehr erreichte, musste ein 2. Wahlgang angesetzt werden.
|  | Kandidat                  | Partei    | Stimmen | %      | Ergebnis |
|  | ------------------------- | --------- | ------- | ------ | -------- |
|  | Dick Marty (bisher)       | FDP       | 41'437  | 44,1 % |          |
|  | Filippo Lombardi (bisher) | CVP       | 33'513  | 35,7 % |          |
|  | Franco Cavalli            | SP        | 33'068  | 35,2 % |          |
|  | Attilio Bignasca          | Lega      | 21'410  | 22,8 % |          |
|  | Pierre Rusconi            | SVP       | 12'144  | 12,9 % |          |
|  | Matteo Gianini            | HPS       | 1'878   | 2,0 %  |          |
|  | Edo Pellegrini            | EDU       | 1'463   | 1,6 %  |          |
|  | Rivo Cortonesi            | parteilos | 363     | 0,4 %  |          |

### Ordentliche Wahl, 2. Wahlgang (18. November 2007)
Weil im 1. Wahlgang kein Kandidat das absolute Mehr erreicht hatte, fand am 18. November 2007 ein 2. Wahlgang statt. Dabei galt das relative Mehr, dies bedeutet, gewählt waren jene zwei Kandidaten, die am meisten Stimmen erreichten.
|  | Kandidat                  | Partei | Stimmen | %      | Ergebnis |
|  | ------------------------- | ------ | ------- | ------ | -------- |
|  | Dick Marty (bisher)       | FDP    | 40'088  | 48,8 % | gewählt  |
|  | Filippo Lombardi (bisher) | CVP    | 38'177  | 46,5 % | gewählt  |
|  | Franco Cavalli            | SP     | 32'786  | 39,9 % |          |
|  | Attilio Bignasca          | Lega   | 18'346  | 22,3 % |          |

## Kanton Thurgau

### Ordentliche Wahl (21. Oktober 2007)
|  | Kandidat                  | Partei      | Stimmen | %      | Ergebnis |
|  | ------------------------- | ----------- | ------- | ------ | -------- |
|  | Philipp Stähelin (bisher) | CVP         | 45'097  | 65,9 % | gewählt  |
|  | Hermann Bürgi (bisher)    | SVP         | 44'170  | 64,5 % | gewählt  |
|  | Isabella Stäheli-Tobler   | Grüne       | 14'449  | 21,1 % |          |
|  | Walter Hugentobler        | SP          | 14'176  | 20,7 % |          |
|  | Gabriela Coray            | parteilos   | 8'845   | 12,9 % |          |
|  | Vereinzelte               | Vereinzelte | 2'685   | 3,9 %  |          |

## Kanton Uri

### Ordentliche Wahl (21. Oktober 2007)
|  | Kandidat                    | Partei      | Stimmen | %      | Ergebnis |
|  | --------------------------- | ----------- | ------- | ------ | -------- |
|  | Hansruedi Stadler (bisher)  | CVP         | 5'103   | 85,4 % | gewählt  |
|  | Hansheiri Inderkum (bisher) | CVP         | 4'943   | 82,7 % | gewählt  |
|  | Vereinzelte                 | Vereinzelte | 698     | 11,7 % |          |

### Ersatzwahl Stadler, 1. Wahlgang (7. März 2010)
Weil Ständerat Stadler auf Ende Mai 2010 zurücktrat, wurde eine Ersatzwahl nötig. Weil im 1. Wahlgang kein Kandidat das absolute Mehr erreichte, musste ein 2. Wahlgang angesetzt werden.
|  | Kandidat              | Partei      | Stimmen | %      | Ergebnis |
|  | --------------------- | ----------- | ------- | ------ | -------- |
|  | Markus Stadler        | parteilos   | 4'224   | 40,5 % |          |
|  | Heidi Z’graggen       | CVP         | 3'130   | 30,0 % |          |
|  | Alf Arnold Rosenkranz | Grüne       | 2'023   | 19,4 % |          |
|  | Stefan Kempf          | SVP         | 459     | 4,4 %  |          |
|  | Vereinzelte           | Vereinzelte | 583     | 5,6 %  |          |

### Ersatzwahl Stadler, 2. Wahlgang (18. April 2010)
Weil im 1. Wahlgang kein Kandidat das absolute Mehr erreicht hatte, fand am 18. April 2010 ein 2. Wahlgang statt. Bei diesem 2. Wahlgang galt das relative Mehr, dies bedeutet, gewählt war, wer am meisten Stimmen erreichte.
|  | Kandidat       | Partei      | Stimmen | %      | Ergebnis |
|  | -------------- | ----------- | ------- | ------ | -------- |
|  | Markus Stadler | parteilos   | 6'955   | 81,6 % | gewählt  |
|  | Vereinzelte    | Vereinzelte | 1'573   | 18,4 % |          |

## Kanton Waadt

### Ordentliche Wahl, 1. Wahlgang (21. Oktober 2007)
Weil im 1. Wahlgang kein Kandidat das absolute Mehr von 82'743 erreichte, musste ein 2. Wahlgang angesetzt werden.
|  | Kandidat           | Partei      | Stimmen | %      | Ergebnis |
|  | ------------------ | ----------- | ------- | ------ | -------- |
|  | Charles Favre      | FDP         | 65'439  | 39,8 % |          |
|  | Guy Parmelin       | SVP         | 65'186  | 39,7 % |          |
|  | Géraldine Savary   | SP          | 54'192  | 33,0 % |          |
|  | Luc Recordon       | Grüne       | 42'998  | 26,2 % |          |
|  | Jacques Neirynck   | CVP         | 17'952  | 10,9 % |          |
|  | Marianne Huguenin  | PdA         | 13'795  | 8,4 %  |          |
|  | Josef Zisyadis     | PdA         | 12'456  | 7,6 %  |          |
|  | Jean-Michel Dolivo | Sol         | 5'180   | 3,2 %  |          |
|  | Maximilien Bernard | EDU         | 3'616   | 2,2 %  |          |
|  | Naime Topkiran     | Sol         | 2'728   | 1,7 %  |          |
|  | Vereinzelte        | Vereinzelte | 951     | 0,6 %  |          |

### Ordentliche Wahl, 2. Wahlgang (11. November 2007)
Weil im 1. Wahlgang kein Kandidat das absolute Mehr erreicht hatte, fand am 11. November 2007 ein 2. Wahlgang statt. Dabei galt das relative Mehr, dies bedeutet, gewählt waren jene zwei Kandidaten, die am meisten Stimmen erreichten.
|  | Kandidat         | Partei      | Stimmen | %      | Ergebnis |
|  | ---------------- | ----------- | ------- | ------ | -------- |
|  | Géraldine Savary | SP          | 88'056  | 57,3 % | gewählt  |
|  | Luc Recordon     | Grüne       | 86'350  | 56,2 % | gewählt  |
|  | Charles Favre    | FDP         | 62'116  | 40,4 % |          |
|  | Guy Parmelin     | SVP         | 62'092  | 40,4 % |          |
|  | Vereinzelte      | Vereinzelte | 239     | 0,2 %  |          |

## Kanton Wallis

### Ordentliche Wahl, 1. Wahlgang (21. Oktober 2007)
Wei im 1. Wahlgang nur Jean-René Fournier das absolute Mehr von 54'297 Stimmen erreichte, musste ein 2. Wahlgang angesetzt werden.
|  | Kandidat                          | Partei    | Stimmen | %      | Ergebnis |
|  | --------------------------------- | --------- | ------- | ------ | -------- |
|  | Jean-René Fournier                | CVP       | 54'352  | 50,1 % | gewählt  |
|  | René Imoberdorf                   | CVP       | 45'092  | 41,5 % |          |
|  | Léonard Bender                    | FDP       | 22'389  | 20,6 % |          |
|  | Peter Jossen                      | SP        | 18'128  | 16,7 % |          |
|  | Jean-Luc Addor                    | SVP       | 13'274  | 12,2 % |          |
|  | Lukas Jäger                       | SVP       | 12'257  | 11,3 % |          |
|  | Christophe Clivaz                 | Grüne     | 11'027  | 10,2 % |          |
|  | Michel Carron                     | FC/WBB    | 1'382   | 1,3 %  |          |
|  | Gerlinde Marlene Bass-Bärenfaller | parteilos | 1'334   | 1,2 %  |          |
|  | Claude Bourquin                   | FC/WBB    | 961     | 0,9 %  |          |

### Ordentliche Wahl, 2. Wahlgang (24. November 2007)
Weil im 1. Wahlgang nur Jean-René Fournier das absolute Mehr erreicht hatte, musste ein 2. Wahlgang angesetzt werden. Weil sich für diesen 2. Wahlgang aber nur René Imoberdorf anmeldete, wurde Imoberdorf als in stiller Wahl zum Ständerat gewählt erklärt.
|  | Kandidat        | Partei | Stimmen     | Ergebnis |
|  | --------------- | ------ | ----------- | -------- |
|  | René Imoberdorf | CVP    | stille Wahl | gewählt  |

## Kanton Zug

### Ordentliche Wahl (29. Oktober 2006)
Im Kanton Zug fanden die Ständeratswahlen traditionell nicht zusammen mit den Nationalratswahlen statt wie in den meisten anderen Kantonen, sondern jeweils bereits ein Jahr vorher. Daher wurden die beiden Zuger Ständeräte bereits im Jahr 2006 gewählt. Im Jahr 2007 wurde dies geändert, übergangsweise wurde die Amtszeit der 2006 gewählten Ständeräte bis 2011 verlängert. Weil die Wahlen vom 29. Oktober 2006 die Zuger Ständeratsdelegation für die gesamte Legislaturperiode 2007/2011 bestimmen, sind auch die Ergebnisse dieser Wahlen aufgeführt.
|  | Kandidat                    | Partei    | Stimmen | %      | Ergebnis |
|  | --------------------------- | --------- | ------- | ------ | -------- |
|  | Peter Bieri (bisher)        | CVP       | 21'058  | 68,7 % | gewählt  |
|  | Rolf Schweiger (bisher)     | FDP       | 20'195  | 65,9 % | gewählt  |
|  | Hanspeter Uster             | Alternat. | 10'776  | 35,1 % |          |
|  | Christina Bürgi Dellsperger | SP        | 6'095   | 19,9 % |          |
|  | Dominik Fischlin            | parteilos | 1'141   | 3,7 %  |          |

## Kanton Zürich

### Ordentliche Wahl, 1. Wahlgang (21. Oktober 2007)
Weil im 1. Wahlgang nur Felix Gutzwiller das absolute Mehr von 181'796 Stimmen erreichte, musste ein 2. Wahlgang angesetzt werden.
|  | Kandidat          | Partei      | Stimmen | %      | Ergebnis |
|  | ----------------- | ----------- | ------- | ------ | -------- |
|  | Felix Gutzwiller  | FDP         | 182'533 | 47,0 % | gewählt  |
|  | Ueli Maurer       | SVP         | 150'495 | 38,8 % |          |
|  | Chantal Galladé   | SP          | 110'764 | 28,5 % |          |
|  | Verena Diener     | GLP         | 100'418 | 25,9 % |          |
|  | Daniel Vischer    | Grüne       | 61'342  | 15,8 % |          |
|  | Kathy Riklin      | CVP         | 39'566  | 10,2 % |          |
|  | Ruedi Aeschbacher | EVP         | 16'209  | 4,2 %  |          |
|  | Markus Wäfler     | EDU         | 8'006   | 2,1 %  |          |
|  | Niklaus Scherr    | AL          | 7'875   | 2,0 %  |          |
|  | Anton Stadelmann  | parteilos   | 1'327   | 0,3 %  |          |
|  | Heinz Zaehner     | parteilos   | 350     | 0,1 %  |          |
|  | Marian Danowski   | parteilos   | 142     | 0,0 %  |          |
|  | Vereinzelte       | Vereinzelte | 48'153  | 12,4 % |          |

### Ordentliche Wahl, 2. Wahlgang (15. November 2007)
Weil im 1. Wahlgang nur Felix Gutzwiller das absolute Mehr erreicht hatte, fand am 15. November 2007 ein 2. Wahlgang statt. Dabei galt das relative Mehr, dies bedeutet, gewählt war, wer am meisten Stimmen erreichte.
|  | Kandidat          | Partei      | Stimmen | %      | Ergebnis |
|  | ----------------- | ----------- | ------- | ------ | -------- |
|  | Verena Diener     | GLP         | 199'594 | 52,8 % | gewählt  |
|  | Ueli Maurer       | SVP         | 170'081 | 45,0 % |          |
|  | Chantal Galladé 2 | SP          | 5'630   | 1,5 %  |          |
|  | Anton Stadelmann  | parteilos   | 108     | 0,0 %  |          |
|  | Heinz Zaehner     | parteilos   | 58      | 0,0 %  |          |
|  | Marian Danowski   | parteilos   | 23      | 0,0 %  |          |
|  | Vereinzelte       | Vereinzelte | 2'411   | 0,6 %  |          |